# 戚存心
戚存心（1368年—1407年），名伯榆，浙江临海人，明朝政治人物。
洪武二十七年（1394年）甲戌科三甲第一名进士。授行人。因才行见长，升为陕西布政司参政。召为礼部侍郎，後因事連坐下獄而死。